# Beluće
Beluće (Servisch cyrillisch: Белуће) is een plaats in de Servische gemeente Mladenovac. De plaats telt 263 inwoners (2002).